# 小行星8233
小行星8233（8233 Asada）是一颗绕太阳运转的小行星，为主小行星带小行星。该小行星于1997年11月5日发现。

## 轨道参数
小行星8233的轨道半长轴为2.3777122 UA，离心率为0.182。